# カンピーナス州立大学
カンピーナス州立大学（Universidade Estadual de Campinas）は、ブラジルのサンパウロ州カンピーナス郊外にある公立大学。略称はUnicamp。

## 概要
1962年設立。ブラジルの主要大学は既存の単科大学の合併により総合大学となった例が多いが、カンピーナスは全くの新設大学である。サンパウロ州の研究機関として機能するよう計画された大学院大学であり、研究に重点が置かれているため、学部生の比率は小さい。他の州立大学よりも潤沢な予算が配分されており、潤沢な設備と教授陣が特徴である。このため入学希望者は多く、ブラジルで最も入学困難な大学といわれる。

### 主な学部の競争倍率

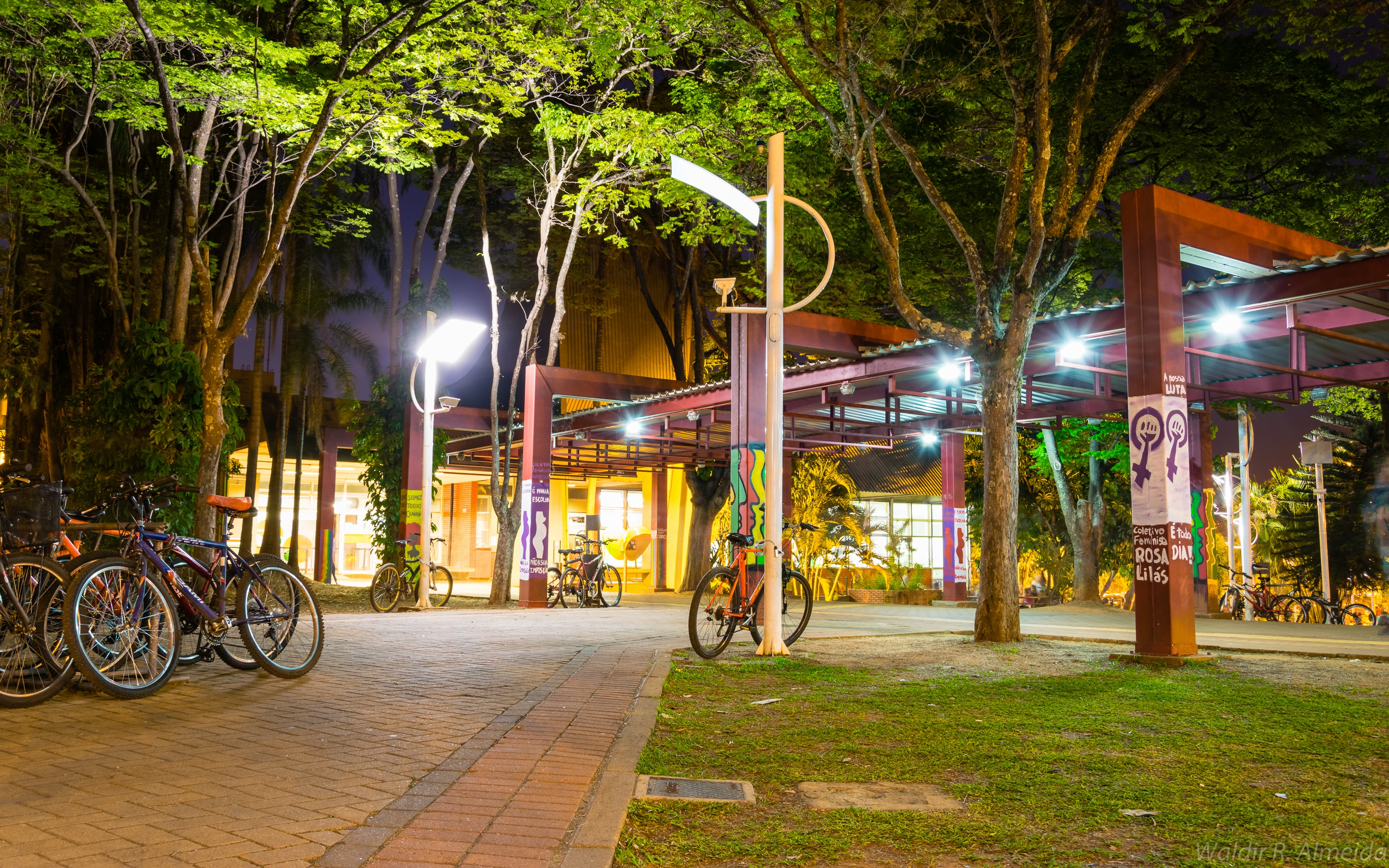
学内の食堂

- 医学：220倍
- 建築：111倍
- コミュニケーション：50倍
- 生物：45倍
- 土木工学：44倍

（2016年）

## 大学関係者
- セザーレ・ラッテス
- アリソン・ムオトリ
- アレシャンドリ・オリヴァ